# Sihiuk
Sihiuk is een bestuurslaag in het regentschap Padang Lawas van de provincie Noord-Sumatra, Indonesië. Sihiuk telt 818 inwoners (volkstelling 2010).